# МультFильмы
«МультFильмы» (укр. МультFільми) - російська рок-група. Автор пісень, лідер і вокаліст групи - Єгор Тимофєєв.

## Історія
Група «МультFильмы» була утворена студентом Педінституту Єгором Тимофєєвим, Євгеном Лазаренко і Віктором Новіковим в 1998 році з проекту «Глибоководні чудеса».
У 1998-2000 роках за допомогою ряду відомих музикантів, таких як К. Федоров, Ю. Цалер, група записує дебютний альбом «МультFильмы». Альбом заклав брит-поповий стиль звучання групи, який проявився на наступних роботах - «StereoSignal» (сингл, 2000), «Суперприз» (2002), а також «Вітаміни» (2002), який був записаний в студії « Нашого радіо » за один днів 12 липня 2002.
У 2000 році на трибют-альбомі і концерті КІНОпроби група виконала пісні «Это не любовь» (укр. Це не любов) і «Хочу перемен!» (укр. Хочу змін!).
У 2003 році з групи йде клавішник Віктор Новіков, у вересні виходить альбом «Музыка звёзд и арктичних станций» (укр. Музика зірок і арктичних станцій). У 2004 році випускається сольний альбом Єгора Тимофєєва «Пентагон» (названий за назвою робочої музичної комп'ютерної станції, за допомогою якої Єгор робив пластинку), а також сольна робота гітариста Євгена Лазаренка, в кінці грудня виходить альбом «С4астье» (укр. С4астя), після чого група надовго замовкає.
У 2006 році виходить акустичний альбом «Бумажный кот» (укр. Паперовий кіт), а за ним послідував диск «Дивные дуэты» (укр. Чудові дуети).У 2007 році оголошується про відродження творчого потенціалу групи .
На одному з концертів Єгор Тимофєєв виконав пісню «Человек и кошка» (укр. Людина і кішка) групи Ноль (укр. Нуль).
У 2015 році група відновила концертну діяльність в оновленому складі і відправилася в гастрольний тур російськими містами.
На початку 2016 року відбулися великі концерти групи в Санкт-Петербурзі і Москві, на яких були представлені нові пісні. Влітку 2016 року в групу повернувся бас-гітарист Рустем Галлямов, а в 2017 барабанщик Максим Войтов. У 2019 група випускає збірку "Лучшее и неизданное" (укр. Найкраще і невидане), а 14 квітня відбувся реліз альбому "Романтика-2", який був записаний в 2007 році, але через низку причин не був випущений. В даний час група продовжує концертну діяльність, паралельно працюючи над новим альбомом.
- Єгор Тимофєєв - вокал, гітара, автор музики і слів.
- Євген Лазаренко - гітара, бек-вокал.
- Рустем Галлямов - бас-гітара (1999-2008; 2016 - теп. час).
- Максим Войтов - барабани (2001-2013; 2017 - теп. час)

Колишні учасники:
- Олеся Тихонравова - барабани (1998-2001)
- Віктор Новіков - клавішні (1998-2003)
- Антон Терентьєв - бас-гітара (2009-2013)
- Віктор Лапландский - бас-гітара (2013)
- Олександр Погорєлов - ударні (2013)
- Максим Бакунов - ударні (2013-2014)
- Павло Толстой - бас-гітара (2013-2014)
- Микола Ерикалов - бас-гітара (2014-2016)
- Володимир Поздишев - барабани (2014-2017)

## Дискографія
- 2000 - МультFильмы (укр. МультFільми) (перевиданий у 2004 і 2013)
- 2000 - StereoSignal (максі-сингл)
- 2002 - Суперприз
- 2002 - Витамины (укр. Вітаміни)
- 2003 - «Музыка звёзд и арктичних станций» (укр. Музика зірок і арктичних станцій)
- 2003 - The Best
- 2004 - «С4астье» (укр. С4астя)
- 2006 - «Бумажный кот» (укр. Паперовий кіт) (акустичний альбом)
- 2006 - Дивные дуеты (укр. Чудові дуети)
- 2007 - Романтика-2 (офіційно вийшов 14 квітня 2019 роки)
- 2019 - Лучшее и неизданное (укр. Найкраще і невидане)

## Кліпографія
- 1999 - 2+1
- 2000 - Хлопчик
- 2000 - Магнітофон
- 2000 - Тіло
- 2000 - Чужі зірки
- 2000 - Stereoсігнал
- 2001 - Разом з тобою
- 2002 - Отрути
- 2002 - За нами стежать
- 2002 - Дівчина
- 2003 - Євро
- 2003 - Fільми
- 2003 - Вимикачі
- 2003 - Горизонти
- 2004 - Це в наших силах
- 2004 - Бред Пітт
- 2005 - День народження (дует з Людмилою Сенчиною)
- 2006 - Червоноока (дует з Альоною Свиридовою)